# Будильник

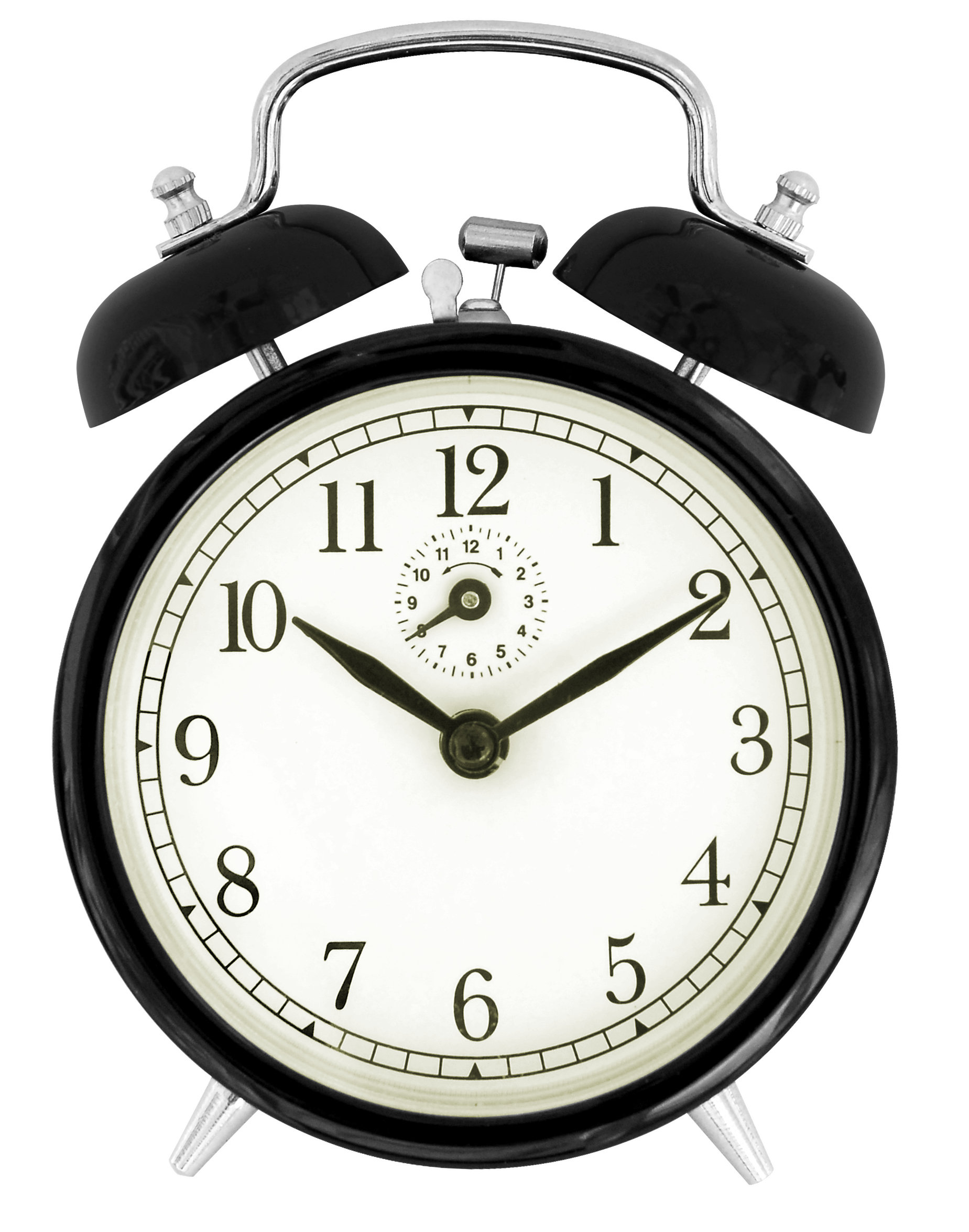
Механический будильник

Буди́льник — часы, в заданный момент времени подающие звуковой, световой и/или в редких случаях другой сигнал. Русское название «будильник» указывает на основное назначение таких часов — побудку хозяина или человека утром. Также будильник может применяться как «напоминатель» или таймер.

## История
Механический будильник построил американец Леви Хатчинс в 1787 году. Устройство звонило только в 4:00. Будильник, который можно настроить на любое нужное время, запатентовал в 1847 году француз Антуан Радье (фр. Antoine Redier).

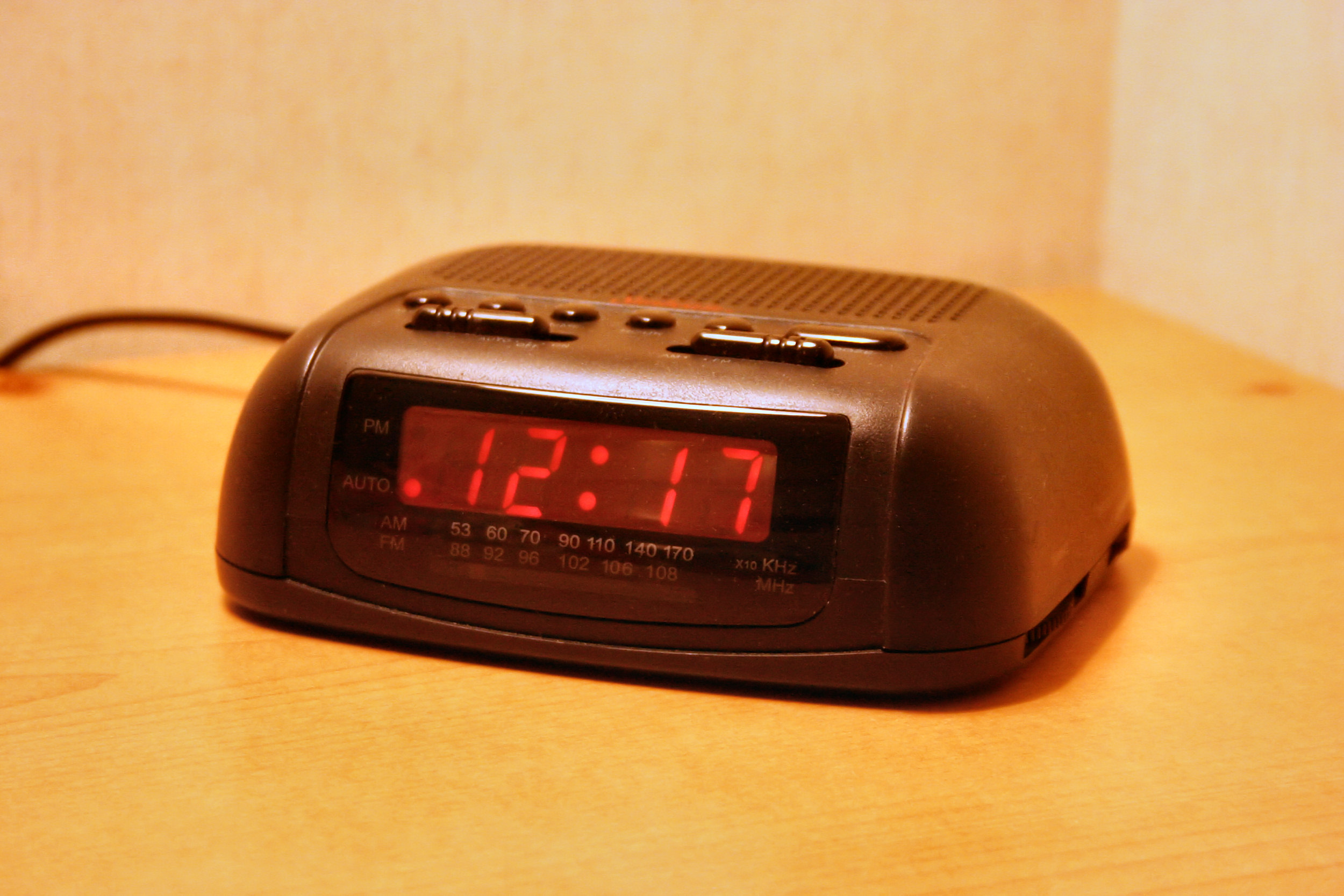
Будильник-радиоприёмник с аналоговой настройкой

Фирма Westclox предложила в 1908 будильник «Биг-Бен». В нём роль колокола играл весь корпус часов, из-за чего звук будильника был очень громким.
Продолжают разрабатываться устройства, позволяющие надёжно разбудить человека. В них пытаются решить две проблемы: как заставить спящего среагировать (заспанный человек склонен игнорировать звонок) и как сделать, чтобы человек снова не лёг спать, отключив будильник. В ход идут различные игры (бросить будильник об стену, поймать убегающий будильник, решить головоломку и тому подобное). Одно из таких устройств получило Шнобелевскую премию в 2005 году.
Одно из последних изобретений — будильник определяет у спящего фазы сна и будит человека в определённый момент.

## Механический будильник
Помимо обычного часового механизма, в механическом будильнике есть механизм звонка, который приводится в действие отдельной пружиной и действует по принципу заводной игрушки. Этот механизм имеет два независимых блокиратора:
1. На ось часового колеса установлен диск с прорезью, связанный с дополнительной («звонковой») стрелкой. Когда часовая стрелка совпадает со звонковой, выступ на часовом колесе попадает в прорезь, и блокиратор отпускает механизм звонка.
2. Второй блокиратор связан с кнопкой и позволяет отключить звонок в любой момент.

Электромеханические будильники используют похожий принцип.

## Электронный будильник

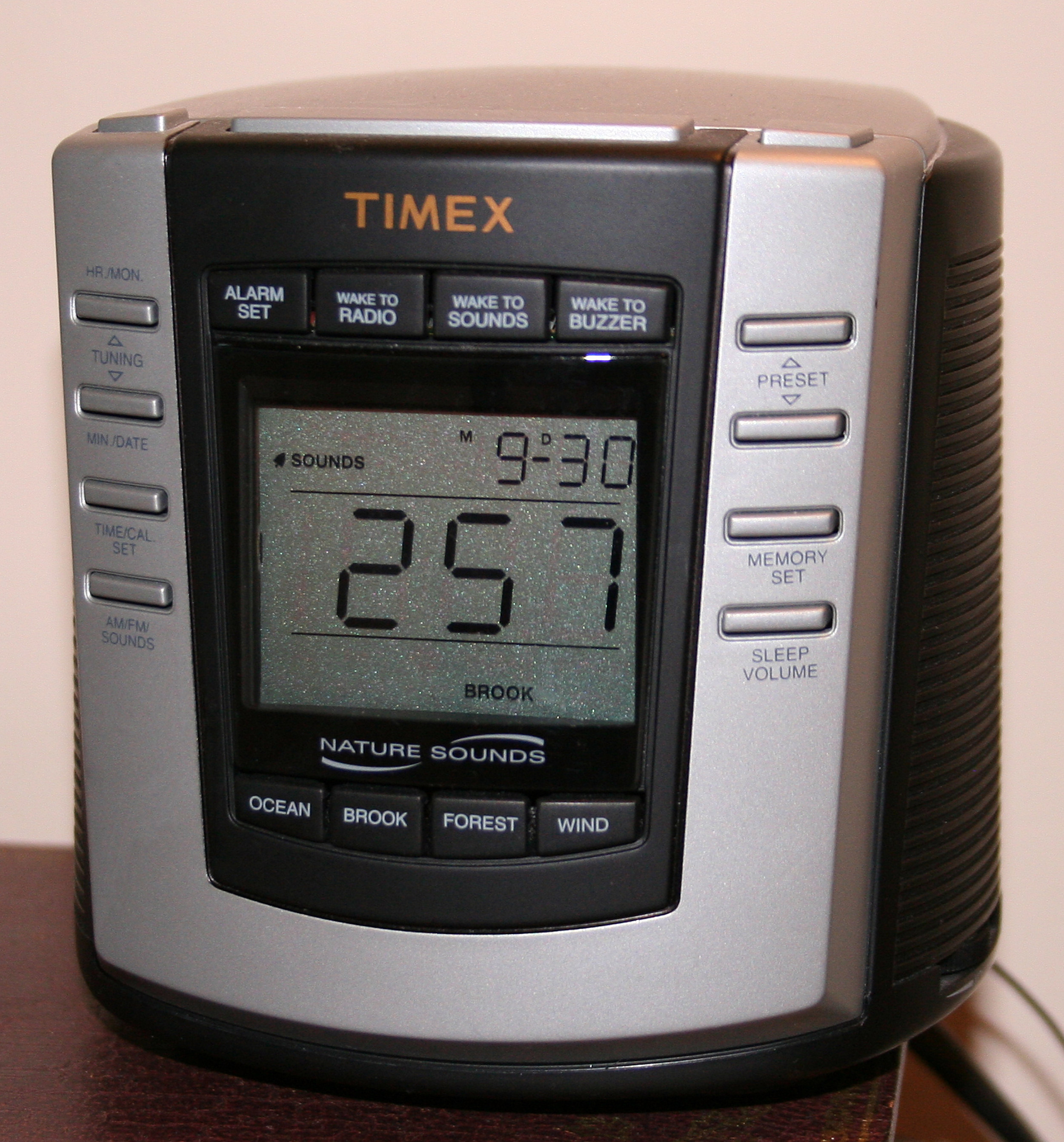
Будильник-радиоприёмник с цифровой настройкой

Электронный будильник смог решить такие проблемы механического:
- Усовершенствована процедура побудки:
  - имеется специальный режим «дай поспать», при включении которого хозяину даётся несколько (обычно 5-10) минут покоя, после чего будильник снова звонит;
  - музыка вместо звонка (либо проигрывается записанная в память будильника мелодия, либо включается радиоприёмник или плеер);
  - постепенно повышающаяся громкость звонка.
- Время звонка устанавливается с высокой точностью — до одной минуты, а иногда даже до одной секунды.
- Во многих часах или смартфонах можно установить одновременно два или более будильников.
- Механический будильник может зазвонить максимум через 12 часов после установки. Для электронного будильника этот интервал увеличен до 24 часов. Можно задать дни недели, в которые будильник не сработает, в зависимости, например, от рабочего графика - будильник не будет срабатывать в выходные дни.

Однако важно помнить, что будильник, который питается только от электросети, не может считаться надёжным средством пробуждения. В случае даже кратковременного пропадания напряжения в сети показания часов могут обнулиться. Некоторые модели будильников с сетевым электропитанием имеют возможность резервного питания от гальванических элементов.
Будильник есть во многих электронных часах. Функцию будильника часто включают в плееры, телевизоры, радиоприёмники, мобильные телефоны и т. д. Существуют компьютерные программы-будильники, имитирующие работу реального будильника.